# Chiesa dei Santi Giulio e Amatore
La chiesa dei Santi Giulio e Amatore è la parrocchiale di Cressa, in provincia e diocesi di Novara; fa parte dell'unità pastorale di Suno-Momo

## Storia
All'inizio del Seicento l'antica parrocchiale di San Giulio, posta nelle campagne a sudest del centro abitato e risalente all'XI secolo, era insufficiente a soddisfare le esigenze dei fedeli, tant'è che, come rilevato dal vescovo Carlo Bascapè durante la sua visita pastorale, le funzioni erano state spostate nella chiesa di Sant'Amatore in paese.
Questo luogo di culto assunse nel 1677 il doppio titolo di San Giulio e Sant'Amatore; alcuni anni dopo, nel 1684, fu demolito per far posto alla nuova parrocchiale, la quale, costruita su impulso di don Ludovico Giacobini, venne consacrata nel 1698 dal vescovo di Novara Giovanni Battista Visconti Aicardi.

## Descrizione

### Esterno
La facciata a capanna della chiesa, rivolta a ponente, è abbellita da lesene e cornici e presenta al centro il portale d'ingresso, sormontato da una nicchia con statua, una grande specchiatura e una finestrella a forma di croce greca, mentre si lati ci sono due finestre, due tondi con sacre raffigurazioni e quattro specchiature.
Annesso alla parrocchiale è il campanile a base quadrata, la cui cella presenta su ogni lato una monofora a tutto sesto ed è coronata dalla cupoletta poggiante sul tamburo.

### Interno
L'interno dell'edificio si compone di un'unica navata, sulla quale si affacciano le cappelle laterali e le cui pareti sono scandite da lesene sorreggenti la trabeazione aggettante e modanata, sopra la quale si imposta la volta a botte lunettata; al termine dell'aula si sviluppa il presbiterio, rialzato di tre gradini, ospitante l'altare maggiore e chiuso dall'abside di forma semicircolare.